# Иоанн IV (архиепископ Охридский)
Иоанн IV (ср.-греч. Ἰωάννης Δ΄, в миру Адриан Комнин, ср.-греч. Ἀδριανός Κομνηνός; ок. 1088 — до 10 февраля 1164) — византийский политический и религиозный деятель, занимавший посты дукса Халдии и архиепископа Охридского с 1139/42 годов вплоть до своей кончины. Первый из них, кто использовал титул «архиепископ Юстинианы Примы и всей Болгарии». Представитель династии Комнинов, племянник императора Алексея I Комнина.

## Биография
Детали жизни архиепископа известны из панегирика ритора Никифора Василаки. Адриан Комнин родился около 1088 года в семье севастократора Исаака Комнина. Он был его четвёртым, самым младшим сыном и шестым ребёнком в семье. До него в семье родились 3 сына (Иоанн, Алексей и Константин) и две дочери. После его рождения на свет появились ещё две, София и Евдокия. Мать Адриана звали Ирина Аланская, она происходила из грузин. Исаак Комнин был старшим братом императора Алексея I Комнина. Адриан получил хорошее образование, в частности в военном деле: в стрельбе из лука, верховой езде и в метании копья.
До начала церковной карьеры Адриан был дуксом Халдии, провинции Византии на северо-востоке Анатолии. Согласно Василаки, он значительно отличился на этом посту благодаря своей честности, неподкупности, отсутствию хвастливости и высокомерия. Василаки заявлял, что Иоанн был мудрым и сострадательным правителем, который был чужд жадности со стороны имперских чиновников и ограждал от него местное население.
Около октября 1136 года по совету жены Адриан стал монахом, приняв постриг под именем Иоанн. При этом он сохранил звание севаста как член правящей династии. Год спустя Иоанн сопровождал своего двоюродного брата того же имени в его походе в Киликию и Сирию и участвовал в триумфальном императорском въезде в освобождённую Антиохию. После этого, отделившись от брата, Иоанн направился в паломничество в Святую землю, побывав в Иерусалиме, и вернулся в мае 1138 года, присоединившись к армии, которая направлялась обратно в Константинополь.
После 1139 года Иоанна избрали и рукоположили в архиепископы Охридские. Он принял пост не позднее августа 1143 года, поскольку известно о его присутствии на имперских синодах в этом месяце и в октябре 1143 года (1 и 30), когда судили двух епископов за их приверженность богомильству. Вместе с Иоанном в чине пансеваста в событии участвовал и его брат Константин. Однако его могли назначить на должность раньше если датировка письма от философа Михаила Италика (который добивался его расположения и посвятил ему энкомий) к Полю Готье — рождество 1142 года — верна. В этом письме Михаил, как и Василаки, хвалит милосердный и щедрый характер Иоанна. В 1156 году Иоанн присутствовал на синоде в январе 1156 г. и на Влахернском соборе в мае 1157 г., на которых были осуждены новоизбранный патриарх Антиохии Сотирих Пантевген и риторы Михаил Фессалоникийский и Никифор Василаки. Участие в последнем из них является для Иоанна последним упоминанием в источниках византийского происхождения.
Немецкий византинист Гюнтер Принзинг отождествил Иоанна с архиепископом болгарским Адрианом. Его упоминает древнерусская Лаврентьевская летопись как участника богословского спора летом 1163 года с низложенным епископом Ростовским и Суздальским Леоном II перед императором Мануилом I Комнином. Так или иначе, Иоанн скончался до 10 февраля 1164 года, поскольку на эту дату он числится умершим в списке монастыря Богородицы Елеуса в Струмице. Из его произведений сохранились только номоканон и проповедь.
Иоанн был первым из охридских архиепископов, кто использовал титул «архиепископа примы Юстиниана и всей Болгарии», засвидетельствованный в его подписи в 1157 году, тем самым претендуя на наследие недолговечного и давно несуществующего архиепископства Юстинианы Примы, основанного Юстинианом I в VI веке. У наследников Иоанна этого титула не зарегистрировано, в связи с чем Принзинг предполагает о его выходе из употребления. В качестве одной из причин он называет возможное давление со стороны Вселенского патриархата. Возрождение же титула состоялось лишь в начале XIII века в связи с деятельностью переполненного амбициями Димитрия Хоматиана.

## Семья
Около 1107 года Адриан Комнин благодаря действиям своего дяди Алексея I женился, однако имя его жены в источниках не сообщается. У пары было не менее двух детей — Феодора и ещё одна дочь, имя которой не фигурирует в источниках. Феодора родилась около 1110 года и вышла замуж за полководца времён раннего правления Мануила I Комнина Андроника Контостефана сына великого дуки Исаака. Из четверых детей пары двое скончались в детстве. Вторая дочь родилась около 1115 года. Она продала часть доставшейся ей по наследству земли императору Иоанну II Комнину, который передал её в дар монастырю Пантократора. Известно, что она дожила минимум до 1136 года.